# Bundesvereinigung Lebenshilfe
Die Bundesvereinigung Lebenshilfe e. V. ist ein 1958 gegründeter gemeinnütziger Verein. Sie versteht sich als Selbsthilfevereinigung, Eltern-, Fach- und Trägerverband, insbesondere für Menschen mit Behinderung und ihren Familien. Die Lebenshilfe unterstützt somit Menschen zur gleichberechtigten Teilhabe in der Gesellschaft.

## Grundziele
Behinderte Mitmenschen sollen bei ihrer Lebensbewältigung intensiv unterstützt werden. Durch ihre Aktivitäten möchte die Lebenshilfe erreichen, dass Menschen mit Behinderung durch möglichst individuell bedarfsgerechte Hilfen so selbständig und normal (im Sinne des Normalisierungsprinzips) leben können wie möglich. Dazu bietet sie selbst Hilfen und Dienstleistungen an und vertritt in der Öffentlichkeit und auf politischer Ebene Interessen von Menschen mit Behinderung.
Die Lebenshilfe will zudem die Menschenrechte von behinderten Menschen in Deutschland schützen. Der Bundesverband veröffentlichte seit seinem Bestehen zahlreiche kritische Stellungnahmen zur vorgeburtlichen Diagnostik, zuletzt insbesondere der frühen Gendiagnostik.

## Struktur
Der Verband gründet sich auf rechtlich selbständige Ortsvereine, die in den letzten Jahrzehnten entstanden sind. Ausgelöst wurden die Gründungen häufig durch die Initiative von Eltern behinderter Kinder. Auch die Gründung der Lebenshilfe selbst ist auf das Engagement von Eltern von Kindern mit Behinderung zurückzuführen. Die Ortsvereine sind häufig Träger von Lebenshilfe-Einrichtungen vor Ort, zum Beispiel von Frühförderstellen, Wohnstätten, Werkstätten sowie Bildungs- und Erholungseinrichtungen wie etwa Haus Hammerstein. Seit einigen Jahren gehört oft auch das ambulant betreute Wohnen zu den Angeboten und in zunehmendem Maße erschließt sich die Lebenshilfe das Gebiet der Möglichkeiten der Integration von Menschen mit Behinderung in das allgemeine Gesellschafts- und Arbeitsleben.
Als übergeordnete Strukturen bestehen in den einzelnen Bundesländern Landesverbände. Die Bundeszentrale der Lebenshilfe hat ihren Sitz in Marburg. An die Zentrale angegliedert sind unter anderem ein eigener Verlag (Lebenshilfe-Verlag) und ein Fortbildungsinstitut. Den Bundesvorsitz hat seit September 2012 die ehemalige Bundestagsabgeordnete Ulla Schmidt inne.

## Geschichte
Am 23. November 1958 wurde der Verein in Marburg von 15 Fachleuten und Eltern als Lebenshilfe für das geistig behinderte Kind e. V. gegründet. Die Initiative dazu ging vom niederländischen Verbindungsoffizier Tom Mutters aus, der sich im Auftrag des UN-Hochkommissars für Flüchtlinge im Philipps-Hospital in Goddelau um schwer geistig behinderte Kinder verschleppter Personen, Flüchtlingsfamilien und KZ-Überlebende kümmerte. 
Zehn Jahre später hatte der Verein bereits über 300 Orts- und Kreisverbände und 38.000 Mitglieder; in Sonderkindergärten, Schulen und Werkstätten betreute er über 18.000 Menschen. Ab dieser Zeit bot die Lebenshilfe auch Wohnplätze in Wohneinrichtungen an. Bis zur deutschen Wiedervereinigung stieg die Zahl der Orts- und Kreisvereinigungen auf 400; 1988 hatte die Lebenshilfe 100.000 Mitglieder.
In der DDR wurde 1990 zunächst eine eigene Lebenshilfe gegründet, jedoch erfolgte noch im gleichen Jahr der Zusammenschluss mit der Bundesvereinigung. Nach der Einführung des neuen Lebenshilfe-Logos 1995 wurde im Folgejahr auch der Name geändert; der Verband trat fortan als Bundesvereinigung Lebenshilfe für Menschen mit geistiger Behinderung e. V. auf. Mittlerweile ist der Ausdruck „geistige Behinderung“ vielerorts in die Kritik geraten, sodass insbesondere Ortsverbände und inzwischen auch der Bundesverband der Lebenshilfe zunehmend auf das Wort „geistige“ im Namen verzichten.
2008 bestanden 527 Orts- und Kreisvereinigungen, der Verband hatte über 135.000 Mitglieder und es wurde das 50-jährige Bestehen der Lebenshilfe Deutschland mit vielfältigen Aktionen gefeiert. Unter anderem erschien die „Chronik zu 50 Jahren Lebenshilfe“, im Sommer wurde in der Kulturbrauerei in Berlin das Lebenshilfe-Fest Blaues Wunder gefeiert, zu dem auch Angela Merkel kam. Von der Deutschen Post AG wurde eine Sonderbriefmarke herausgebracht. 2011 diskutierte die Lebenshilfe ein neues Grundsatzprogramm.
Aktuell hat der Verband nach eigenen Angaben „125.000 Mitglieder in über 500 örtlichen Lebenshilfe-Vereinigungen“.
Die Bundesvereinigung initiierte unter change.org eine Aktion um bessere Bedingungen für die Betreuten innerhalb des laufenden Beratungsverfahrens zum Gesetz zur Stärkung der Teilhabe und Selbstbestimmung von Menschen mit Behinderungen zu erreichen. Bis Mitte Dezember 2016 wurden 71.625 Unterstützerunterschriften erlangt. Dies war bis 2017 die erfolgreichste Aktion der Lebenshilfe in den sozialen Netzwerken.
Vom 29. bis 31. August 2019 veranstaltete die Bundesvereinigung Lebenshilfe in Leipzig unter dem Motto: „Selbstvertretung – Na klar.“ den Kongress der Selbstvertreter. 
Mehr als 500 Menschen mit Behinderung haben teilgenommen und an der aus dem Kongress hervorgegangenen Leipziger Erklärung mitgewirkt. Sie enthält ihre Forderungen nach mehr politischer Teilhabe gemäß der UN-Behindertenrechtskonvention.

## Veröffentlichungen
Der Lebenshilfe-Verlag Marburg ist der deutschsprachige Fachverlag für die Themen „Menschen mit geistiger Behinderung“ und „Behindertenhilfe“.
Neben Fachbüchern publiziert der Verlag drei Quartalszeitschriften:
- Die Lebenshilfe Zeitung (LHZ) ist die verbandliche Informationsplattform der Bundesvereinigung und wendet sich an Eltern, Angehörige, ehrenamtliche und professionell Engagierte. Ihr ist das Lebenshilfe-Magazin in Leichter Sprache beigelegt.
- Die Teilhabe ist eine verbandsübergreifende Fachzeitschrift und wendet sich an Fachkräfte in der Behindertenhilfe sowie an Interessenten im Hochschulbereich. Sie ist seit 2009 die Nachfolgerin der Zeitschrift Geistige Behinderung (ZGB).[11]
- Der Rechtsdienst der Lebenshilfe wendet sich an ehrenamtliche und hauptamtliche Fachkräfte in der Behindertenhilfe, an Juristen und Mitarbeiter in Behörden. Er informiert über aktuelle Entwicklungen in der Sozialpolitik und Rechtsprechung, die Menschen mit Behinderung betrifft.[12]

## Fußball-Weltmeisterschaft 2006
Als Partner des Deutschen Behindertensportverbandes war die Lebenshilfe Deutschland – vertreten durch den Landesverband Nordrhein-Westfalen und die Bundesvereinigung – mitverantwortlich für die Planung und Ausrichtung der Fußball-Weltmeisterschaft 2006 der Menschen mit Behinderung, die erstmals in Deutschland stattfand. Willi Breuer, der Trainer der deutschen Nationalmannschaft, führte das (mit 260.000 bis 300.000 Zuschauern in den Stadien überwältigende) Interesse der Bevölkerung an der Weltmeisterschaft insbesondere auf das Engagement des Vereins zurück: „Der Schlüssel zum Erfolg war die Lebenshilfe. Wir hatten noch nie so viele Zuschauer. Ich kann's beurteilen. Ich war bei allen vier Weltmeisterschaften dabei.“

## Begrifflichkeiten
Zunehmend wird der Ausdruck „geistige Behinderung“ kritisiert, da er von vielen Menschen als definitorisch unscharf und teils auch als diskriminierend empfunden wird. Einige Ortsverbände der Lebenshilfe haben aufgrund ihrer Öffnung für anderen Behindertenrichtungen den Begriff „geistige“ aus ihrem Namen gestrichen; andere sind bei der alten Bezeichnung geblieben. In einer von der Bundesvereinigung Lebenshilfe herausgebrachten Informationsbroschüre (Gemeinsam kommen wir weiter – Lebenshilfe auf dem Weg in die Zukunft / Dezember 2005) stand, dass geistige Behinderung … vielleicht kein Wort für die Zukunft sei und man es nur solange weiter verwende, bis ein besserer Begriff gefunden wird.
Die Lebenshilfe Österreich hat sich z. B. dazu entschlossen, sich auf Bundesebene „Lebenshilfe für Menschen mit Behinderung“ zu nennen und auf das „geistiger“ vollständig zu verzichten. 2005 wurde über Alternativen nachgedacht; es soll eine neue Definition und eine Klassifikation gefunden werden, die auf der Beschreibung von kognitiven Fähigkeiten basiert.

## Kritik
Die Lebenshilfe in Berlin ist mit ihrer Personalpolitik in die Kritik geraten, die in einem Sammelwerk dokumentiert wurde: 

„Wir wollen die Auseinandersetzungen beschreiben, die Anfang des Jahres 2003 drastische Gehaltskürzungen bei den Mitarbeitern auslösten. Zunächst versuchte der Betriebsrat alles, um diese Gehaltskürzungen abzuwehren. Dann war das beherzte Handeln aller Gewerkschafter im Betrieb gefragt. Denn die Auseinandersetzungen mündeten in den Kampf um einen Tarifvertrag. Am 23.4.2012 war es geschafft: Arbeitgeber und Gewerkschaften unterschrieben während einer Betriebsversammlung einen Tarifvertrag. Was für alle Beteiligten dieser Veranstaltung sehr harmonisch wirkte, war das Ende einer neun Jahre dauernden Auseinandersetzung.“